# 莊俞

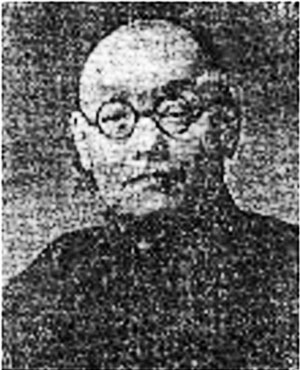

庄俞（1878年—1940年2月），原名良以，又名亦望，字百俞，一字我一，别号梦枚楼主，江苏武进人，商务印书馆元老。

## 生平
幼年，庄俞读经书。青年时期，庄俞学习史地，并和朋友在家乡创立了体育会、演说会、藏书阅报社、私塾等。清朝光绪二十六年（1900年），他补阳湖县学附生。后来，武阳公学设立，庄俞任教习。光绪二十七年（1901年），庄俞和严练如等人在上海成立人演社，翻译并印制日文和西文新书。
庄俞于1903年（一说1902年）经蒋维乔介绍入商务印书馆。此后，他在商务印书馆工作了30多年，历任该馆国文部长、交通科长、机要科长、总务科长及董事会监察人、董事等职务。
在进入商务印书馆初期，他和张元济、高梦旦、蒋维乔、杜亚泉等人参加编写新式国文教科书。这是中国最早的成套新式教科书。此外，他还在这批教科书中独力编写了《地理》4册。
1912年1月，他出任商务印书馆附设尚公小学校长，并继续从事编辑教科书。因为办学成绩突出，1912年到1915年，江宁、吉林、宜兴、山西等省市和县的12批教育代表团来尚公小学参观。1915年6月，江苏省、宝山县视学到该校视察。1922年，尚公小学进行了改组，吴研因接任校长，庄俞任该校校董。
他曾经参与过黄炎培的实用主义教育活动。他还经常陪同张元济办理公务，比如在1914年曾数次陪同张元济参加宴会，并和中华书局的陆费逵签订了发登广告的协议。1918年，中华书局和商务印书馆在使用毛边纸印制教科书上发生竞争，商务印书馆高层主张印发传单以声明商务印书馆不使用毛边纸印书，被庄俞致信张元济阻止。张元济采纳了庄俞的劝阻，改为给各地分馆发通告。庄俞还为商务印书馆引进了一些人才，如1903年引进了恽铁樵，1912年引进了包天笑。
1940年2月，庄俞逝世。
张元济为他作《挽庄百俞联》曰：“如此岁月如此山河翻幸百罹长解脱，可共安乐可共患难最怜册载旧知交。”

## 著作
他著有许多有关商务印书馆历史的著作，如《鲍咸昌先生事略》，《高公梦旦传》，《恽铁樵君哀词》，《谈谈我馆编辑教科书的变迁》，《三十五年来之商务印书馆》等。